# Fundulopanchax fallax
Fundulopanchax fallax är en art bland de äggläggande tandkarparna som först beskrevs av Ernst Ahl 1935.
Den ingår i släktet Fundulopanchax, och familjen Nothobranchiidae. Internationella naturvårdsunionen (IUCN) kategoriserar arten globalt som starkt hotad. Inga underarter finns listade i Catalogue of Life.